# Kompleks sportowy Fernando Alonso
Kompleks sportowy Fernando Alonso (Complejo deportivo Fernando Alonso) – tor wyścigowy w Llanerze w Hiszpanii poświęcony kierowcy Formuły 1 Fernando Alonso.

## Architektura
Tor obejmuje 44.446,54 m², składa się z 29 wyznaczonych tras, które sięgają od 1400 do 1800 m.
Kompleks obejmuje: parking dla 368 lekkich pojazdów, 14 autobusów oraz 162 m² dla motocykli, padok, drogi wewnętrzne oraz trybuny z miejscami siedzącymi mogące pomieścić 200 osób.
18 marca 2011 roku tor został otwarty przez Fernando Alonso, który uznał go za "najlepszy tor kartingowy na świecie".
Na torze odbywają się zawody najwyższej klasy CIK-FIA.